# Proxys victor
Proxys victor är en insektsart som först beskrevs av Fabricius 1775.  Proxys victor ingår i släktet Proxys och familjen bärfisar. Inga underarter finns listade i Catalogue of Life.